# Odontomètre

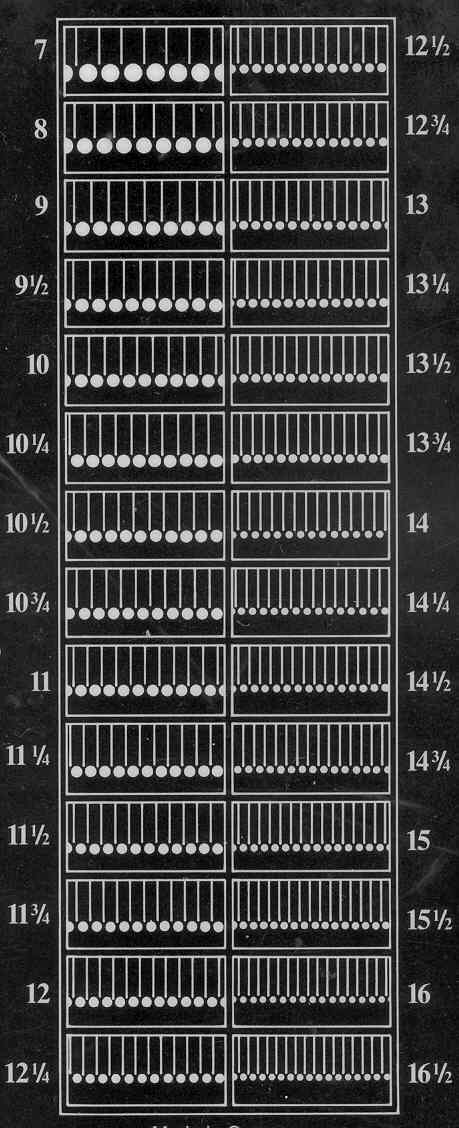
Un odontomètre.

L'odontomètre est un instrument philatélique servant à mesurer la dentelure des timbres.
Ce nom a été créé à partir de deux mots grecs : odontos, la dent, et metron, mesurer. L'odontomètre a été inventé par le philatéliste Jacques Legrand.
Il permet de connaître le nombre de dents d'un timbre, le chiffre que vous donne l'odontomètre correspond au nombre de dents sur 2 centimètres et non le nombre de dents sur la longueur totale du timbre. C'est un instrument de petite taille le plus souvent en carton ou en plastique. Il existe également des odontomètres électroniques qui ne seront pas plus précis, mais plus fiables. L'odontomètre donne le nombre de dents sur deux centimètres. Cette information peut différencier deux timbres identiques édités avec deux dentelures différentes mais sans aucun autre signe distinctif.
Par convention, on indique en premier lieu la dentelure horizontale, puis la verticale. Exemple : dentelé 12 × 13 signifie que le timbre comporte 12 dents à l'horizontale sur 2 centimètres et 13 dents à la verticale sur 2 centimètre.